# Stefania Chełmikowska-Durczykiewicz
Stefania Chełmikowska-Durczykiewicz (ur. w 5 sierpnia 1888 we Wrześni, zm. 16 września 1960 tamże) – uczestniczka strajku dzieci wrzesińskich w 1901.

## Życiorys
W 1894 rozpoczęła naukę w 7-klasowej Katolickiej Szkole Ludowej we Wrześni. Brała udział w strajku dzieci wrzesińskich w 1901, za co przedłużono jej karnie pobyt w szkole o pół roku. Jej rodzice od 1888 byli właścicielami składu bławatów. W związku z udziałem córki w strajku, Niemcy bojkotowali ich sklep. Od 1902 kontynuowała naukę na dwuletniej pensji Teresy Panieńskiej w Poznaniu. Po ukończeniu tej szkoły pracowała u rodziców. W 1927 wyszła za mąż za Antoniego Durczykiewicza, a w 1930 stała się właścicielką sklepu po rodzicach. W trakcie II wojny światowej jej mąż został aresztowany przez gestapo jako osoba podejrzana politycznie. Zginął w obozie koncentracyjnym Dachau 7 października 1940. Po wojnie utrzymywała się z nieruchomości przy ul. Sienkiewicza 21 we Wrześni.

## Odznaczenia
Za udział w strajku dzieci wrzesińskich została odznaczona Srebrnym i Złotym Krzyżem Zasługi.